# 中孟村 (章丘市)
中孟村，中华人民共和国山东省济南市章丘市高官寨镇所辖的一个行政村。全行政村人口153户、585人。耕地面积1215亩。行政区划代码370181114207。